# 엘주비에타 비테크

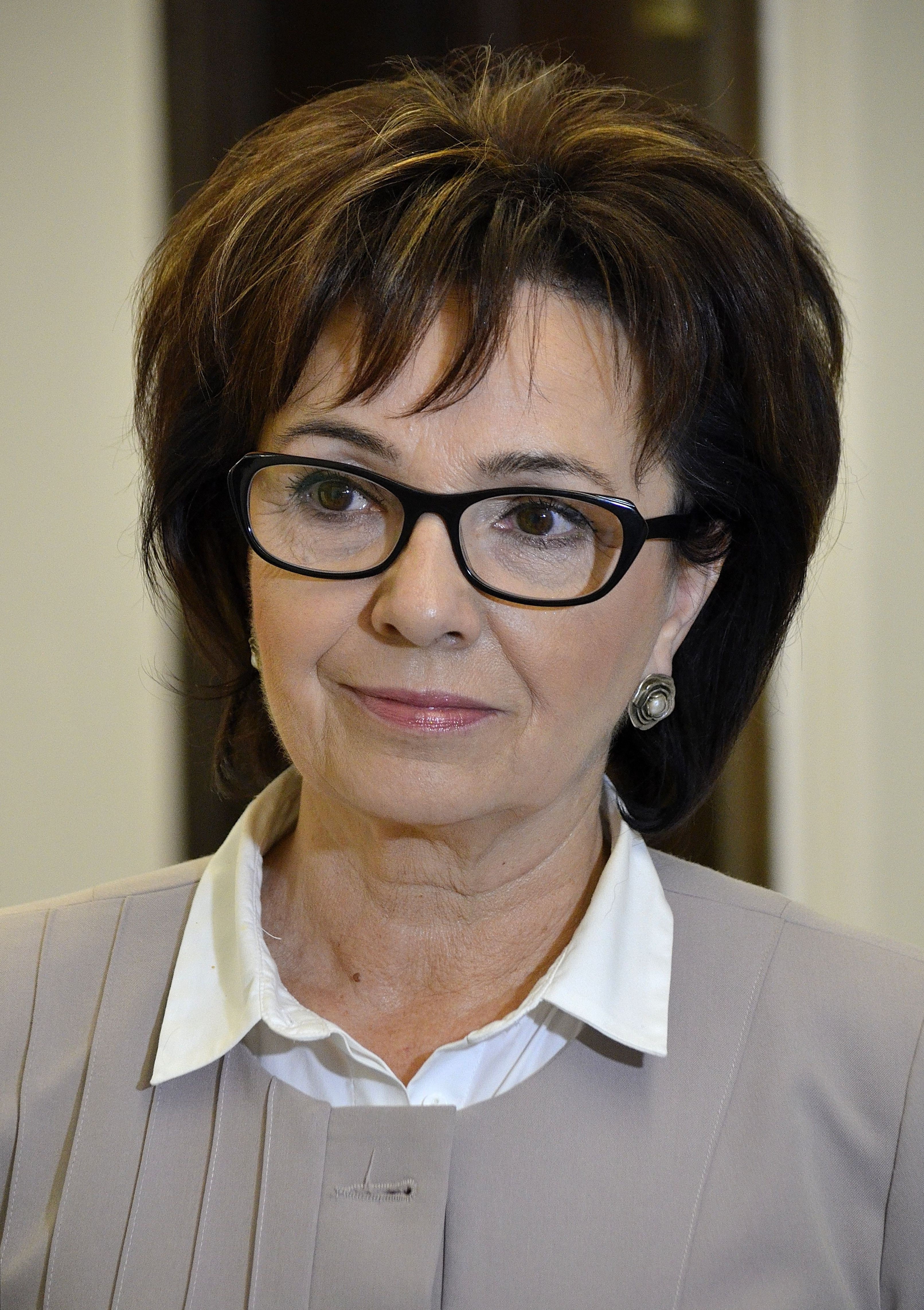
엘주비에타 비테크

엘주비에타 바르바라 비테크(폴란드어: Elżbieta Barbara Witek, 1957년 12월 17일 ~ )는 폴란드의 정치인이다. 2019년 6월부터 2019년 8월까지 내무행정부 장관이었으며, 현재는 폴란드 하원 국회의장이다. 2005년 9월 25일 레그니차 1번 선거구의 법과 정의당 후보로 도전해 7476표를 얻어 당선되었다. 2019년 8월 9일 마레크 쿠흐친스키 전 국회의장이 정부용 비행기를 사적 용도로 사용한 것이 문제가 되어 사임하자, 비테크는 후임 국회의장으로 지명되었다.

## 역대 선거 결과
| 선거명      | 직책명                        | 대수 | 정당      | 득표율 | 득표수   | 결과         | 당락                   |
| ----------- | ----------------------------- | ---- | --------- | ------ | -------- | ------------ | ---------------------- |
| 2001년 선거 | 하원의원 (레그니차 제1선거구) | 4대  | 법과 정의 | 0.38%  | 1,244표  | 비례대표 1번 | 낙선                   |
| 2002년 선거 | 야보르 시장                   | -대  | 법과 정의 | 18.67% | 1,660표  | -위          | 낙선                   |
| 2002년 선거 | 시의원 (야보르 제3선거구)     | 2대  | 법과 정의 | 10.82% | 217표    | 1위          | 야보르 카운티의원 당선 |
| 2005년 선거 | 하원의원 (레그니차 제1선거구) | 5대  | 법과 정의 | 10.65% | 7,476표  | 비례대표 3번 | 레그니차 하원의원 당선 |
| 2007년 선거 | 하원의원 (레그니차 제1선거구) | 6대  | 법과 정의 | 8.24%  | 9,666표  | 비례대표 4번 | 레그니차 하원의원 당선 |
| 2011년 선거 | 하원의원 (레그니차 제1선거구) | 7대  | 법과 정의 | 2.73%  | 9,381표  | 비례대표 3번 | 레그니차 하원의원 당선 |
| 2015년 선거 | 하원의원 (레그니차 제1선거구) | 8대  | 법과 정의 | 6.21%  | 22,168표 | 비례대표 2번 | 레그니차 하원의원 당선 |
| 2019년 선거 | 하원의원 (레그니차 제1선거구) | 9대  | 법과 정의 | 10.68% | 46,171표 | 비례대표 1번 | 레그니차 하원의원 당선 |
| 2023년 선거 | 하원의원 (레그니차 제1선거구) | 10대 | 법과 정의 | 17.77% | 89,172표 | 비례대표 1번 | 레그니차 하원의원 당선 |